# Myriopholis adleri
Espèce
Synonymes
- Leptotyphlops adleri Hahn & Wallach, 1998

Myriopholis adleri est une espèce de serpents de la famille des Leptotyphlopidae.

## Répartition
Cette espèce se rencontre au Tchad, en Centrafrique, au Cameroun, au Niger, au Bénin, au Burkina Faso et au Sénégal.

## Étymologie
Cette espèce est nommée en l'honneur de Kraig Adler. 

## Publication originale
- Hahn & Wallach, 1998 : Comments on the systematics of Old World Leptotyphlops (Serpentes: Leptotyphlopidae), with description of a new species. Hamadryad, vol. 23, p. 50-62.